# Georgisk (sprog)
Georgisk (ქართული ენა tr. kartuli ena) er det største kartvelske sprog, og officielt sprog i Georgien. Sproget tales af 4,2 millioner.

## Klassifikation og historie
Georgisk er det største kartvelske sprog, og det eneste skriftsprog i denne sprogfamilie.  Det er altså ikke indoeuropæisk, og dermed ikke beslægtet med bl.a. russisk, armensk og dansk. Nogle forskere har dog postuleret et slægtskab mellem georgisk og baskisk, eller mellem georgisk og de nordkaukasiske sprog, men ingen af disse teorier kan anses for bevist.
De ældste kendte tekster på georgisk stammer fra det 5. århundrede.

## Skrift og udtale
Moderne georgisk skrives næsten udelukkende i mkhedruli, idet nogle få af tegnene ikke bruges, da de betegner lyd, som ikke findes på moderne georgisk.  Skriften er usædvanligt godt tilpasset georgisk, idet hvert bogstav svarer til netop ét fonem.
| Mkhedruli | IPA     | Translit. | Dansk ækvivalent     |
| --------- | ------- | --------- | -------------------- |
| ა         | a       | a         | a                    |
| ბ         | b       | b         | b                    |
| გ         | g       | g         | g                    |
| დ         | d       | d         | hårdt d              |
| ე         | ɛ       | e         | æ                    |
| ვ         | v, w    | v         | v                    |
| ზ         | z       | z         | stemt s              |
| თ         | th      | t         | t                    |
| ი         | i       | i         | i                    |
| კ         | k'      | k', ḳ     | ejektivt k           |
| ლ         | l       | l         | l                    |
| მ         | n       | m         | m                    |
| ნ         | n       | n         | n                    |
| ო         | ɔ       | o         | å                    |
| პ         | p'      | p', p̣     | ejektivt p           |
| ჟ         | ʒ       | zh, ž     | stemt sj             |
| რ         | r       | r         | rulle-r              |
| ს         | s       | s         | s                    |
| ტ         | t'      | t', ṭ     | ejektivt t           |
| უ         | u       | u         | u                    |
| ფ         | ph      | p         | p                    |
| ქ         | kh      | k         | k                    |
| ღ         | ʁ       | gh, ğ     | dansk r              |
| ყ         | χ', qχ' | q', q̣, q  | ejektivt r           |
| შ         | ʃ       | sh, š     | sj                   |
| ჩ         | tʃh     | ch, č     | tj                   |
| ც         | tsh     | c         | ts                   |
| ძ         | dz      | j, dz     | stemt ts             |
| წ         | ts'     | c', c̣     | ejektivt ts          |
| ჭ         | tʃ'     | ch', č̣    | ejektivt tj          |
| ხ         | χ       | x, kh     | dansk r som i 'krig' |
| ჯ         | dʒ      | jh, j     | dj                   |
| ჰ         | h       | h         | h                    |

## Ordforråd
Ud over de kartvelske arveord har georgisk mange låneord fra latin og græsk (fx ისტორია ist'oria 'historie', კვირა k'vira 'søndag'), tyrkisk, persisk og arabisk (fx ჩანთა tjanta 'taske', ბაღი baghi 'have', ზეთი zeti 'olie') og russisk (fx პარიკმახერი p'arik'makheri 'frisør').  I sovjettiden trængte mange russiske ord ind i talesproget, men det forsøges i disse år at fjerne dem igen.